# Eubordeta amyntica
Eubordeta amyntica là một loài bướm đêm trong họ Geometridae.